# Juan Sturm
Jean Sturm, o Johannes Sturm, también conocido bajo el nombre latino de Ioannes Sturmius (1 de octubre de 1507, Schleiden, entonces parte del ducado de Luxemburgo, dentro de los Países Bajos españoles; 3 de marzo de 1589, Estrasburgo) fue un erudito y un pedagogo protestante. Está considerado como el fundador de la Universidad de Estrasburgo, cuyo origen se remonta al Gymnasium Jean-Sturm que él mismo fundó en 1538.
Sturm fue considerado el mejor educador asociado con la Iglesia Reformada. La escuela de la que fue director y su pedagogía docente han sido un modelo humanista durante más de un siglo en toda Europa. Su ideal en la educación era "dirigir las aspiraciones de los eruditos hacia Dios, desarrollar su inteligencia y hacerlos ciudadanos útiles al enseñarles la capacidad de comunicar sus pensamientos y sentimientos con un efecto persuasivo".
Sturm implementó la programación de cursos de aprendizaje y nuevos métodos de instrucción. Su sistema de clases (prácticamente el mismo que aún prevaleció en todos los colegios unos siglos más tarde), su clasificación de material literario para su uso en las escuelas, su elaboración de libros escolares y su organización de la administración escolar moldearon la práctica educativa de esa época no solo en la educación secundaria de las escuelas alemanas, sino también en las escuelas secundarias de Inglaterra y Francia.
Además del colegio Foyer Jean-Sturm, una moderna residencia de estudiantes en Estrasburgo también lleva su nombre.